# Vladislav Pavlovich
Vladislav Yuryevich Pavlovich (en russe : Владислав Юрьевич Павлович) est un escrimeur russe né le 17 mars 1971 à Moscou, spécialisé dans le fleuret.

## Carrière
Vladislav Pavlovich remporte le titre olympique en fleuret par équipes aux Jeux olympiques d'été de 1996 à Atlanta. Dans l'épreuve individuelle, il est éliminé au troisième tour par le Français Lionel Plumenail. 
Il est médaillé d'argent en fleuret par équipe aux Championnats du monde d'escrime 1995.